# Tianwen-2
Tianwen-2 (chinesisch 天問二號 / 天问二号, Pinyin Tiānwèn Èrhào – „Himmelsfrage 2“) ist eine Mission der Nationalen Raumfahrtbehörde Chinas zu dem erdnahen Asteroiden (469219) Kamoʻoalewa und dem Hauptgürtelkometen 311P/PANSTARRS. Die Sonde wurde am 28. Mai 2025 mit einer Trägerrakete vom Typ Changzheng 3B vom Kosmodrom Xichang gestartet.
Obwohl die Mission primär wissenschaftlichen Zwecken dienen soll, wird sie von der Nationalen Raumfahrtbehörde auch als Technologieerprobung für eine zukünftige Asteroidenabwehr mit kleineren Asteroiden von etwa 100 bis 200 Tonnen Masse als „Wurfgeschossen“ und für zukünftigen Asteroidenbergbau gesehen.

## Geschichte

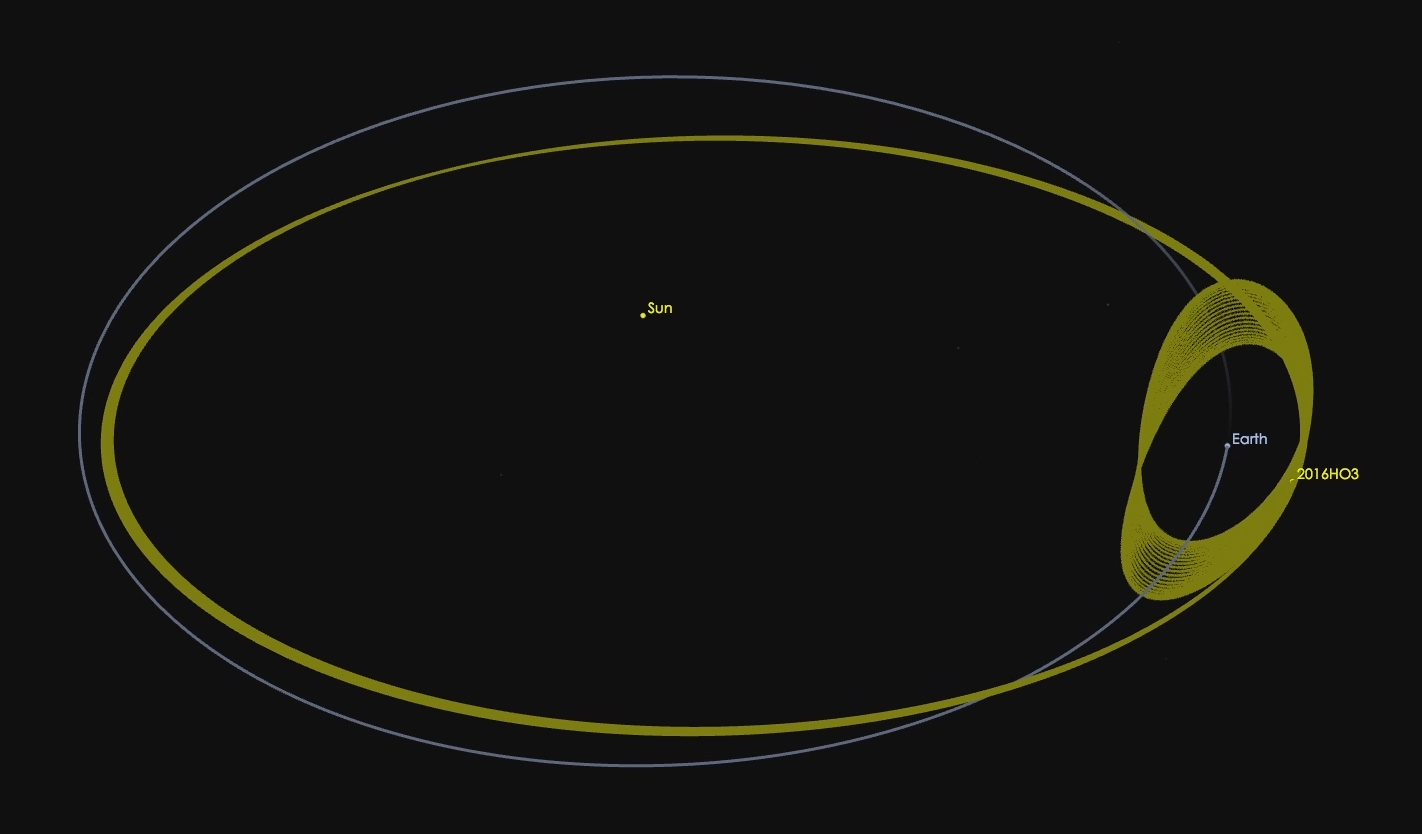
Orbit von Kamoʻoalewa

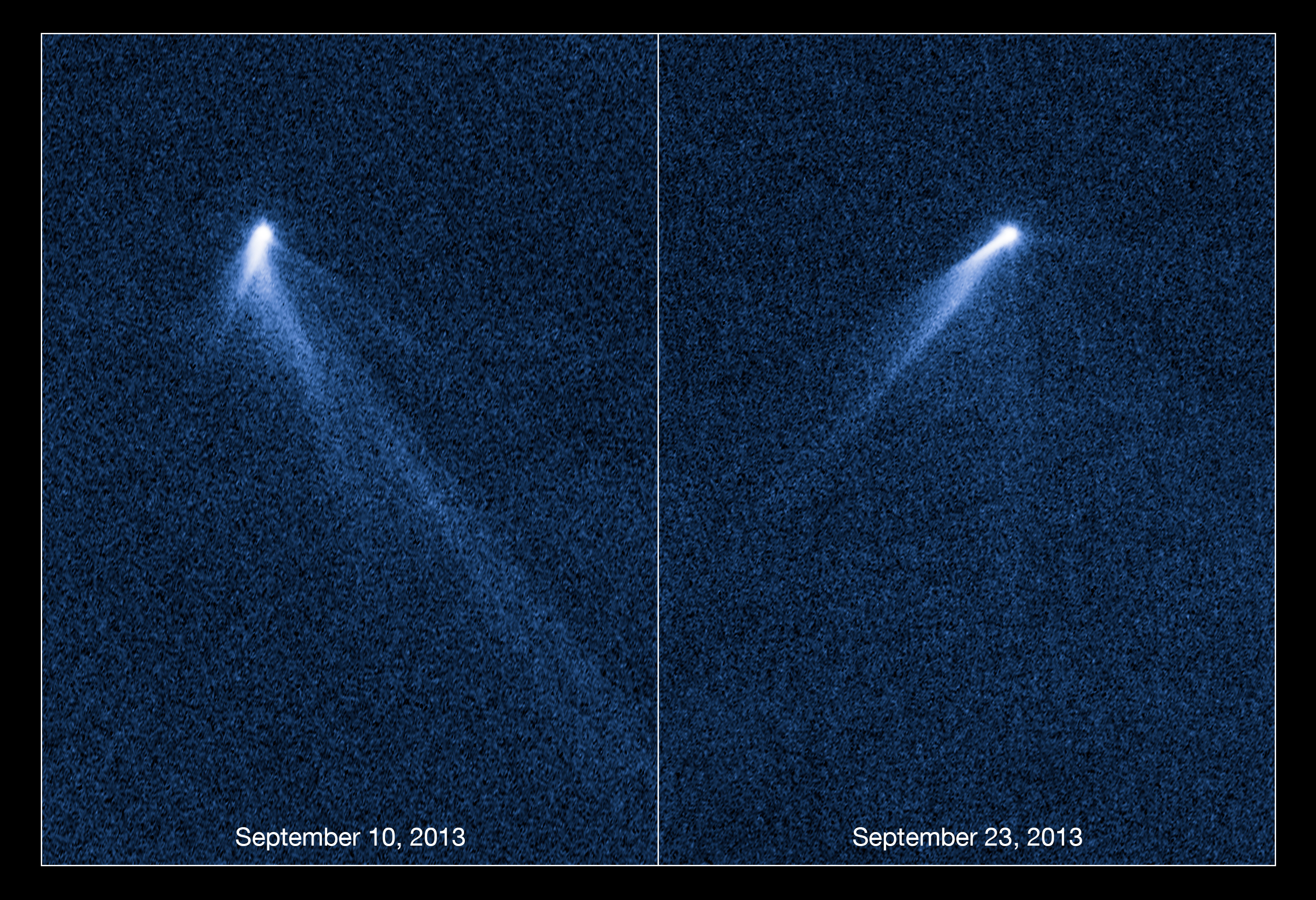
311P/PANSTARRS mit sechs Schweifen (September 2013)

Eine Mission zu einem Asteroiden als erster Schritt zum Asteroidenbergbau wurde an der Chinesischen Akademie für Weltraumtechnologie seit 2018 diskutiert. Das konkrete Projekt in der derzeitigen Form geht zurück auf ein Konzept, das Huang Jiangchuan (黄江川, * 1961) von der Akademie und Zhang Xiaojing (张晓静) vom Qian-Xuesen-Labor für Weltraumtechnologie am 19. März 2019 auf der 50. Konferenz für lunare und planetare Wissenschaften in Houston erstmals einer breiteren Öffentlichkeit vorstellten. Die nach einem Admiral der Ming-Dynastie zunächst  „Zheng He“ genannte Mission sah nach einer Probenentnahme von dem erdnahen Asteroiden (469219) Kamoʻoalewa (ein Quasisatellit der Erde vom Apollo-Typ) und dem Absetzen einer Landekapsel mit besagten Proben ursprünglich einen Weiterflug zu dem Hauptgürtelkometen (7968) Elst-Pizarro vor, auch bekannt als 133P/Elst-Pizarro, um diesen etwa ein Jahr lang zu beobachten.
Im Juni 2019 veröffentlichte Huang Jiangchuan, der im Dezember 2012 bereits den Vorbeiflug von Chang’e 2 am erdnahen Asteroiden (4179) Toutatis betreut hatte, zusammen mit Kollegen von der Fakultät für Luft- und Raumfahrttechnik der Technischen Universität Peking in der Fachzeitschrift Scientia Sinica eine detaillierte Beschreibung der Mission. Die Wissenschaftler zogen für das Missionsprofil drei verschiedene Möglichkeiten in Erwägung. Bei einer angenommenen Startmasse der Sonde von 2 t (Chang’e 2 hatte eine Startmasse von 2,5 t) sowie einem Triebwerk mit einer Schubkraft von 490 N und einem spezifischen Impuls von 315 s wäre man bei einem Start am 30. November 2021 nach drei Jahren am 4. Dezember 2024 zur Erde zurückgekehrt, bei einem Start am 29. Mai 2022 nach zweieinhalb Jahren am 29. November 2024, und bei einem Start am 30. November 2024 nach zwei Jahren am 4. Dezember 2026. Da bei einem Start Ende Mai 2022 bei den diversen Bahnkorrekturmanövern nur eine Geschwindigkeitsveränderung von insgesamt 1307 m/s nötig gewesen wäre (gegenüber 1631 m/s bei einem Start 2021 und 1563 m/s bei einem Start 2024), entschied man sich zunächst für diese treibstoffsparende Option. Diese Vorplanungen wurden bereits von der Nationalen Stiftung für Naturwissenschaften finanziert.
Im weiteren Verlauf wechselte man beim zweiten Ziel der Sonde von Elst-Pizarro zu 311P/PANSTARRS, auch bekannt als P/2013 P5 (PANSTARRS), einem Hauptgürtelkometen mit etwa 320–585 m Durchmesser, einer asteroidenähnlichen, stabilen Bahn und interessanten Schweifen. Im Januar 2021 begann man mit der Konstruktion der Sonde, und anlässlich des chinesischen Tags der Raumfahrt am 24. April 2022 gab Zhang Rongqiao, der Technische Direktor des Marsprogramms der Volksrepublik China, bekannt, dass der Name der Mission „Tianwen-2“ lauten würde.
Im Mai 2022 war ein erster Prototyp der Sonde fertiggestellt und man hatte mit dem Testen der elektrischen Systeme begonnen.
Die vom Forschungsinstitut für weltraumbezogenen Maschinenbau und Elektrotechnik Peking, auch bekannt als „Institut 508“, konstruierte Landekapsel für die Bodenproben wurde ab Anfang 2021 getestet, zunächst im Windkanal. In einer zweiten Phase wurde die Kapsel mit einer von der Akademie für Feststoffraketentriebwerkstechnik speziell für diesen Zweck entwickelten Rakete immer wieder in große Höhen befördert, um das korrekte Öffnen des Fallschirms zu erproben.

## Aufbau
Tianwen-2 besitzt ein annähernd würfelförmiges Gehäuse mit einer Seitenlänge von knapp 2 m und eine Startmasse von 2 t. Die Sonde verfügt über ein Haupttriebwerk mit einer Schubkraft von 490 N sowie weitere Triebwerke mit einer Schubkraft von insgesamt 20 N auf der Oberseite des Gehäuses, die sie bei der Landung gegen den Asteroiden drücken, um ein Abprallen wie 2014 bei der europäischen Sonde Philae zu verhindern. Außerdem besitzt die Sonde für die Feinsteuerung in der Nähe von Kamoʻoalewa und den Flug zu 311P/PANSTARRS Ionentriebwerke mit einer Schubkraft von jeweils 80–200 mN, wie sie zum Beispiel auch beim Kernmodul Tianhe der Chinesischen Raumstation verwendet werden.
Insgesamt sind bei der Sonde mehr als 20 Triebwerke verschiedener Bauart eingesetzt. In einer Öffnung im Zentrum der Sonde sitzt, ähnlich wie bei der Mondmission Chang’e 5, die Landekapsel für die Bodenproben, die in Erdnähe ausgesetzt wird und dann in der Inneren Mongolei landet. Die Landekapsel besitzt jedoch nur einen Durchmesser von 75 cm, die Hälfte derjenigen von Chang’e 5.
Für die Stromversorgung – die Leistungsaufnahme der Ionentriebwerke liegt zwischen 1,5 und 5 kW – verfügt die Sonde über zwei Solarmodule. Diese bestehen nicht wie bei den bisherigen chinesischen Raumflugkörpern aus ausklappbaren Rechtecken, die lange Flügel bilden, sondern Kreissegmenten, die zu Scheiben entfaltet werden wie ein Fächer. Die resultierenden Scheiben haben einen Durchmesser von 4,7 m, was einer realen Solarzellenfläche von 17 m² entspricht. Die Gesamtspannweite der Sonde beträgt 13,4 m.
Längliche Solarzellenflügel würden bei einer gleichen Fläche wesentlich weiter über die Sonde hinausragen, und es würde die Gefahr bestehen, dass sie bei einem Landeversuch auf dem unebenen Asteroiden am Boden anstoßen würden. Mit einer Gesamtfläche von 34 m² erzeugen die Solarmodule auch bei dem doppelt so weit wie die Erde von der Sonne entfernten Hauptgürtelkometen 311P noch genügend Strom für die Nutzlasten.
Zu den wichtigsten Komponenten der Sonde gehören vier vom Nationalen Schwerpunktlabor für Robotik und Systeme (机器人技术与系统国家重点实验室)  an der Fakultät für Mechatronik der Polytechnischen Universität Harbin entwickelte Roboterarme, die gleichzeitig als Landebeine fungieren. Jeder Arm hat an der „Schulter“ ein Gelenk, mit dem er in der Horizontalen und eines, mit dem er in der Vertikalen geschwenkt werden kann, dazu noch ein dem Menschen ähnliches Ellbogengelenk mit einem Freiheitsgrad und ein etwas kleineres „Handgelenk“, ebenfalls mit einem Freiheitsgrad. Alle vier Gelenke können mit einer Geschwindigkeit von 90°/s bewegt werden und besitzen elektromagnetische Bremsen. Beim Start und während des Flugs sind die Arme zusammengefaltet und eng an das Gehäuse geklappt. Erst wenn die Sonde zur Landung auf dem Asteroiden ansetzt, werden sie entfaltet.
Für eine längerfristige Verankerung entwickelte die Chinesische Akademie für Weltraumtechnologie zusammen mit dem Schwerpunktlabor für Robotik einen Ultraschallbohrer, der von einem keramischen Piezoelement in Schwingungen versetzt und in den Boden hineingedrückt wird, während er das Gestein pulverisiert.
Am Ende eines jeden Landebeins befindet sich ein solcher Bohrer, der bei einer Leistungsaufnahme von 40 W mit einer Kraft von 5 N schräg in den Boden hineingetrieben wird, sodass sich die Sonde festklammert. Bei Tests wurde, abhängig von der Bodenbeschaffenheit, eine Ankerkraft von 60 bis 250 N für die Sonde gemessen.
Abgesehen von der unbekannten Bodenbeschaffenheit ist eines der Hauptprobleme bei der Landung auf einem schnell rotierenden erdnahen – und damit auch sonnennahen – Asteroiden die ständig wechselnde Temperatur. Tests zeigten, dass die Resonanzfrequenz des Piezoelements mit steigender Temperatur abnimmt. Im erwarteten Arbeitsbereich von −175 °C bis +100 °C liefert der Ultraschallbohrer aus Harbin jedoch noch eine gute Leistung.
Anders als bei der Mondsonde Chang’e 5 handelt es sich bei den Bohrern von Tianwen-2 nicht um hohle Kernlochbohrer, sondern um massive Dorne, die allein der Verankerung der Sonde dienen. Nichtsdestotrotz wird beim Vortrieb Bohrstaub erzeugt. Dieser Staub wird mit einer auf der gegenüberliegenden Seite des hohlen Beins montierten, mit 3000/min rotierenden Bürste durch einen Öffnung in einen torusförmigen, am unteren Ende des Landebeins aufgesteckten Probenauffangbehälter geschleudert. Auf derselben Achse wie die Bürste ist eine Schleifscheibe montiert, die zusammen mit dieser gegen den Boden gedrückt wird, um weiteres Material abzutragen. Zum Vergleich: handelsübliche Winkelschleifer arbeiten mit etwa 10.000/min.
Falls die Ergebnisse der Probenentnahme unbefriedigend sein sollten – die Nationale Raumfahrtbehörde möchte auf Kamoʻoalewa mindestens 100 g Material einsammeln – kann die Sonde den Dorn an einem Fuß aus dem Boden ziehen, das Bein anders abwinkeln und/oder schwenken und für einen weiteren Versuch erneut verankern. Durch sukzessive Wiederholung dieses Vorgangs mit allen vier Beinen kann die Sonde wie ein Freikletterer über den Asteroiden kriechen. Wenn der Probenauffangbehälter an einem Fuß voll ist, klappt auf der Oberseite der Sonde der Deckel der Landekapsel auf, die Sonde streckt das Bein, das nun als Arm fungiert, hinein, und der Torus wird abgezogen.
Für den Fall, dass das Oberflächenmaterial von Kamoʻoalewa aus lockerem Geröll besteht, entwickelten die Wissenschaftler vom Schwerpunktlabor für Robotik einen weiteren, an einem separaten Ausleger montierten Probenentnahmekopf. Bei diesem Gerät, das senkrecht gegen den Boden gedrückt wird, wird das gelockerte Oberflächenmaterial von durchströmendem, gasförmigem Stickstoff – der Siedepunkt von Stickstoff liegt bei −196 °C – direkt in einen Auffangbehälter im Inneren der Landekapsel befördert. Der Probenentnahmekopf, bei dem Trennscheibe und rotierende Bürste getrennt angeordnet sind, funktionierte in Tests auch auf unebenem Untergrund und könnte Körner in zwei Größenkategorien (5–15 mm sowie 15–25 mm) aufnehmen.

## Missionsziele

### Kamoʻoalewa
- Erforschung des Orbits und der intrinsischen Eigenschaften des Asteroiden: Topografie, chemische Zusammensetzung, innerer Aufbau und thermische Eigenschaften.
- Vergleich der mikroskopischen Eigenschaften der Bodenprobe mit denen von Meteoriten und den von anderen Raumfahrtnationen zurückgebrachten Asteroidenproben.

### 311P/PANSTARRS
- Suche nach Wasser und organischen Verbindungen, um Klarheit in die Kontroverse um einen möglichen Ursprung des Wassers auf der Erde von Kometen zu bringen.
- Untersuchung der Oberflächenverwitterung und Ionosphäre, um die Wirkung des Sonnenwinds auf kleine Himmelskörper zu erforschen.[12]

## Wissenschaftliche Instrumente
Am 11. März 2021 genehmigte der Nationale Volkskongress die Aufnahme der Asteroidenmission in die Liste der Projekte, die aus dem Fonds für Nationale wissenschaftlich-technische Großprojekte finanziert werden.
Die Nationale Raumfahrtbehörde Chinas hatte jedoch bereits zwei Jahre vorher, am 18. April 2019, chinesische Universitäten und Privatunternehmen sowie ausländische Forschungsinstitute dazu eingeladen, sich mit wissenschaftlichen Nutzlasten an der Mission zu beteiligen.
Stand 2021 sind folgende Instrumente vorgesehen:
- Farbkamera mit mittlerem Sichtfeld
- Spektrometer für Wärmestrahlung
- Bildgebendes Spektrometer für ultraviolettes, sichtbares und infrarotes Licht
- Multispektralkamera
- Radar
- Magnetometer
- Analysegerät für elektrisch geladene und neutrale Partikel
- Gasanalysegerät[12]

Daneben standen noch 200 kg für frei wählbare Projekte zur Verfügung, nach dem Prinzip „auf eigene Kosten bauen, kostenlos mitfliegen, Daten teilen“. Das Gewicht eines einzelnen Experiments konnte bis zu 20 kg betragen, wenn es an der Sonde befestigt blieb, bis zu 80 kg, wenn es sich in der Nähe von Kamoʻoalewa von der Sonde löste, und bis zu 20 kg, wenn es sich in der Nähe des Kometen von der Sonde löste.
Im April 2021 wurden die ersten Nutzlasten bekanntgegeben, beide vom Institut für Weltraumforschung der Russischen Akademie der Wissenschaften gebaut:
- ULTIMAN und ULTIWOMAN zum Aufspüren von Ionen und Elektronen
- Ein Gerät, mit dem eine mögliche, sehr dünne Atmosphäre und – wenn vorhanden – Ionosphäre von 311P analysiert und die Wechselwirkung zwischen dem Sonnenwind und dem Asteroiden bzw. dem Kometen studiert werden kann[28]

Als dann jedoch am 27. und 28. April 2023 in Hefei eine Konferenz zu den Nutzlasten der Mission abgehalten werden sollte, waren nur Wissenschaftler vom chinesischen Festland, aus Hongkong, Macau und Taiwan eingeladen.

## Geplanter Missionsablauf

### Zeitplan
In der Anfang 2023 genehmigten Form sieht der Missionsplan folgendermaßen aus:
- 2025: Start der Sonde mit einer Trägerrakete vom Typ Changzheng 3B vom Kosmodrom Xichang
- 2026: Rendezvous mit Kamoʻoalewa; Untersuchung des Asteroiden aus der Nähe: genaue Ermittlung seiner Form, Masse und Oberflächenstruktur sowie seiner Wärmeabstrahlung; Landung und Entnahme von Bodenproben
- 2028: Rückkehr zur Erde, Absetzen einer Landekapsel mit den Bodenproben, Beschleunigung der Hauptsonde mittels Swing-by-Manöver an der Erde
- 2035: Rendezvous mit 311P/PANSTARRS, Untersuchung des Weltraumwetters in dessen Umgebung
- 2036: Orbit um 311P/PANSTARRS, Untersuchung des Kometen mittels Kameras, Spektrometern etc.[27][12]

### Beobachtungsphase
Abgesehen von seinen Bahnparametern ist zu Kamoʻoalewa relativ wenig bekannt. Daher ist es unerlässlich, ihn vor einer versuchten Probenentnahme genauer zu beobachten und zu kartografieren. Man weiß, dass seine Rotationsperiode 0,467 Stunden beträgt. Der Asteroid besitzt eine ellipsoide Form mit einer langen Achse von etwa 100 m und einer kurzen Achse von etwa 40 m. Sein Schwerefeld erstreckt sich bis etwa 200 m von seinem Massenmittelpunkt. Wenn die Sonde etwa ein Jahr nach dem Start in der Nähe des Asteroiden angekommen ist, der zu diesem Zeitpunkt etwa 43 bis 45 Millionen Kilometer von der Erde entfernt ist, will man sie aus einer Entfernung von 100.000 km innerhalb von 15,5 Tagen in sechs Schritten bis auf 100 km an Kamoʻoalewa heranführen, dann bis auf 10 km. In dieser Entfernung wird die Sonde von dem Asteroiden noch nicht in sein Schwerefeld hineingezogen, sondern sie kreist parallel zu dem Himmelskörper um die Sonne und fotografiert ihn, während er unter ihr rotiert.
Nachdem die Form des Asteroiden dokumentiert und seine Rotationsachse bestimmt wurde, soll die Sonde in sein Schwerefeld eindringen und auf hyperbolischen Bahnen drei Arten von langsamen Vorbeiflug-Manövern durchführen. Dabei sollen die Masse und – über Kugelflächenfunktionen – das Geoid von Kamoʻoalewa abgeschätzt werden und eine weitere, die gesamte Oberfläche abdeckende Kartografierung erfolgen:
- Beim ersten Vorbeiflug wird von den Bodenstationen des Chinesischen Tiefraumnetzwerks über die Doppler-Verschiebung der Funksignale der Sonde ihre Geschwindigkeitsveränderung entlang der Sichtlinie bestimmt. Gleichzeitig bestimmt die Sonde mit optischen Messverfahren und Lidar ihre Position relativ zum Asteroiden. Bei diesem Manöver muss für eine möglichst präzise Geschwindigkeitsmessung der Scheitelpunkt der Hyperbel genau auf der Linie Erde – Asteroid liegen; die Ausrichtung der Rotationsachse des Asteroiden wird hierbei nicht berücksichtigt. Über die Geschwindigkeitsveränderung während des Vorbeiflugs kann die Masse des Asteroiden bestimmt werden, wobei die Messung umso genauer wird, je langsamer die Sonde fliegt und je näher sie dem Asteroiden kommt.[32]
- In einem zweiten Schritt werden parallel zur Ekliptikebene drei Hyperbeln geflogen: eine über dem Nordpol des Asteroiden, eine über seinem Äquator und eine über dem Südpol (die Rotationsachse von Kamoʻoalewa ist – ähnlich wie bei der Erde – leicht zur Ekliptik geneigt). Nach einer Methode, die das amerikanische Jet Propulsion Laboratory 2014 für die Mission OSIRIS-REx zu dem erdnahen Asteroiden (101955) Bennu ausgearbeitet hatte,[33][34] soll so die reale Schwerevariation im Verhältnis zu dem idealisierten Ellipsoid bestimmt werden, das Kamoʻoalewa im Prinzip darstellt.[35]
- Für die detaillierte Kartografierung werden mehrere Hyperbeln geflogen, die über den Nord- und Südpol des Asteroiden führen, ähnlich wie bei einem Erdbeobachtungssatelliten in einer Polarbahn. Die Bahn ist so gewählt, dass die Zeit, die die Sonde für einen Flug vom Nord- zum Südpol benötigt, ein ganzzahliges Vielfaches der Rotationsperiode von Kamoʻoalewa beträgt, die einzelnen Hyperbeln sind in gleichen Abständen um den Äquator verteilt. Unter der Annahme, dass Kamoʻoalewa eine Masse von 53.600 t besitzt, könnte bei einem Scheitelpunkt-Abstand von 50 m zum Äquator, sechs um jeweils 60° auseinanderliegenden Vorbeiflügen und einer Geschwindigkeit des 20-fachen der Rotationsperiode der gesamte Asteroid in 2,33 Tagen kartografiert werden. Bei einem Abstand von 80 m, vier um jeweils 90° auseinanderliegenden Vorbeiflügen und einer Geschwindigkeit des 30-fachen der Rotationsperiode würde die Kartografierung genauso lange dauern. Im ersteren Fall erhielte man eine höhere Auflösung der Aufnahmen, bei der zweiten Methode wäre die Kollisionsgefahr geringer.[32] Zum Vergleich: Chang’e 2 flog im Dezember 2012 in 3,2 km Abstand an dem Asteroiden Toutatis vorbei.[36]

Abschließend soll die Sonde in einen sogenannten „Schwebeorbit“ um Kamoʻoalewa eintreten, entfernt vergleichbar einer geostationären Umlaufbahn bei der Erde. Dabei wird die Geschwindigkeit und Flugrichtung der Sonde so an die Eigenrotation des Asteroiden angeglichen, dass sie zunächst in einem Abstand von etwa 10 m mit einer Präzision von 50 cm und einer relativen Geschwindigkeitsabweichung von 0,005 m/s über einem bestimmten Punkt zu schweben scheint. Für eine robuste Regelung werden über dem Gebiet von Interesse drei solcher Punkte festgelegt, zwischen denen die Sonde im Laufe einer Stunde wechselt. Damit lässt sich die Position relativ zum Mittelpunkt des Gebietes nach 15 Minuten mit einer Präzision von 3 cm und einer Geschwindigkeitsabweichung von 0,001 m/s halten. Es können hochauflösende Nahaufnahmen von der Oberflächenstruktur gemacht werden, um Informationen über Regolithkörnung etc. zu erhalten.

### Landung
Durch seine geringe Größe und Anziehungskraft sowie durch die unbekannte Oberflächenstruktur ist eine Landung auf Kamoʻoalewa nicht einfach. Es besteht die Gefahr, dass die Sonde zurückprallt und dabei umkippt.
Die Ingenieure gehen davon aus, dass die Sonde in der Endphase des Landeanflugs eine Sinkgeschwindigkeit von 0,12 m/s und eine laterale Geschwindigkeit relativ zum Asteroiden von 0,05 m/s hat. Bis die Sonde mit Sensoren in den Landebeinen den Kontakt gespürt und die elektromagnetischen Bremsen in den Gelenken den Impuls gedämpft haben, vergehen 2,3 Sekunden, während derer die Sonde in den „Knien“ einknickt und sich bei den angenommenen Werten um etwa 13 cm senkt. Dabei muss das in Flugrichtung vorne liegende Bein mit rund 1400 N die meiste Kraft abfangen. Bereits beim ersten Kontakt beginnen die in den zur Sonde hin abgeknickten Füßen befindlichen Ultraschallbohrer, sich schräg in den Boden zu bohren und die Sonde zu verankern. Bei Tests mit Sandsteinplatten und durch eine senkrechte Aufhängung der Sonde simulierter Schwerelosigkeit erfolgte der Bohrervortrieb mit 11–12 mm pro Minute.

### Probenentnahme

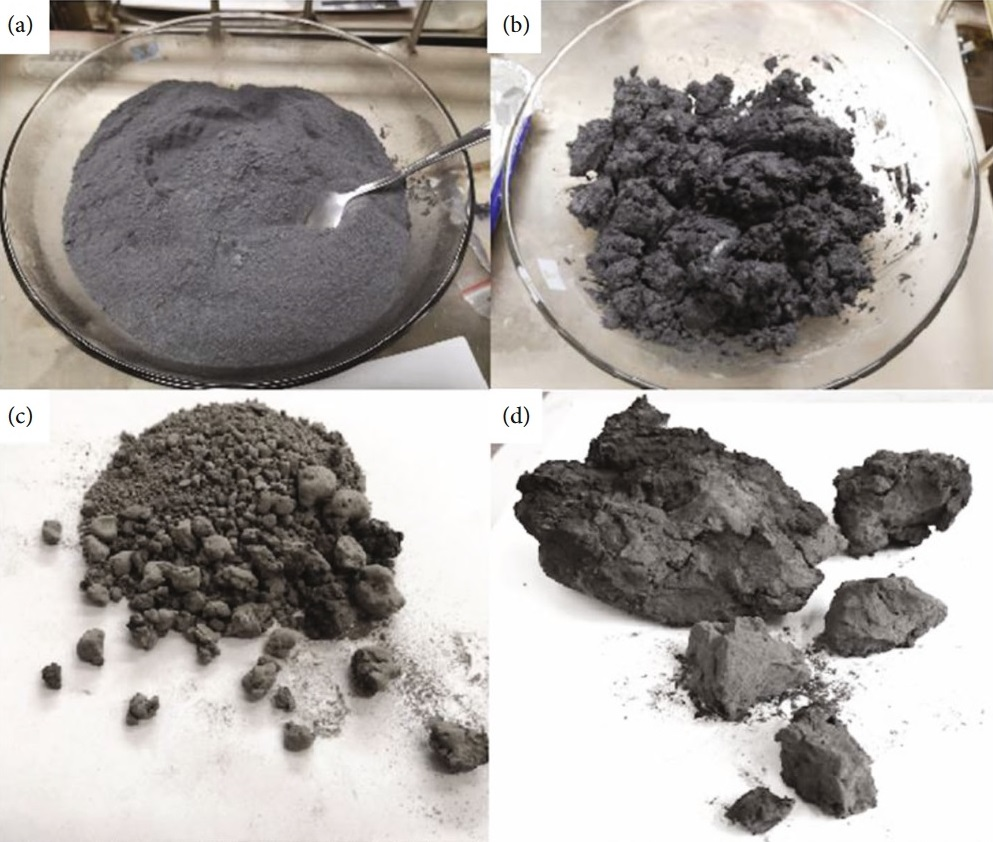
Regolith-Imitat: (a) pulvrige Mineralmischung, (b) mit Natronwasserglas angerührt, (c) und (d) getrocknet und zertrümmert.

Eine Landung und Verankerung der Sonde würde eine längere Aufenthaltsdauer auf Kamoʻoalewa ermöglichen, während der man fotografische Aufnahmen des Bodens genau studieren und eventuell an verschiedenen Stellen Proben entnehmen könnte. Falls eine Verankerung der Sonde nicht gelingen sollte, ist als Alternative vorgesehen, sie in einer kurzen Distanz über dem Asteroiden schweben und so eine Bodenprobe entnehmen zu lassen, ähnlich wie bei den japanischen Hayabusa-Sonden oder OSIRIS-REx. Letztere Herangehensweise wäre insofern fehleranfälliger, als sie eine sehr sorgfältige Navigation und Steuerung der Sonde erfordert – aufgrund der großen Entfernung zur Erde und der langen Lichtlaufzeit muss der gesamte Vorgang autonom ablaufen. Außerdem würde eine wesentlich kürzere Zeit für die Probenentnahme zur Verfügung stehen. Die Ingenieure hoffen jedoch, dass zumindest eine der beiden Methoden erfolgreich sein wird.
Aufnahmen anderer Sonden zeigen, dass Asteroiden mit einem Durchmesser von weniger als 1 km überwiegend mit Felsbrocken und Geröll bedeckt sind (während die Oberfläche größerer Asteroiden meist aus feinkörnigem Regolith besteht). Zur Vorbereitung für die Mission stellten Zhang Xiaojing und ihre Kollegen vom Qian-Xuesen-Labor für Weltraumtechnologie ein Regolith-Imitat mit einer Korngröße vom Mikrometer-Bereich bis zu einigen Dutzend Zentimetern her, mit dem die optische Navigation der Sonde bei der Landung sowie die Probenentnahme-Geräte getestet werden können. Kamoʻoalewa ist ein Asteroid vom Spektraltyp S, das heißt, er besteht aus Silikatgestein.
Für ihr Regolith-Imitat verwendeten die Ingenieure Olivin, Pyroxene mit niedrigem und hohem Calcium-Anteil, Plagioklase, Pyrit sowie metallisches Eisen und Nickel in drei verschiedenen Mischungsverhältnissen. Falls sich während der Untersuchung des Asteroiden aus der Nähe herausstellen sollte, dass die Annahmen über das Oberflächenmaterial nicht zutrafen, kann die Zusammensetzung und Korngröße des Regolith-Imitats entsprechend geändert und vor der Landung weitere Tests durchgeführt werden.